# Pycnoschema antiorii
Pycnoschema antiorii är en skalbaggsart som beskrevs av Raffaello Gestro 1881. Pycnoschema antiorii ingår i släktet Pycnoschema och familjen Dynastidae. Inga underarter finns listade i Catalogue of Life.